# Tricyphus apicalis
Tricyphus apicalis là một loài tò vò trong họ Ichneumonidae.